# Чемпіонат світу з трекових велоперегонів 1981
Чемпіонат світу з трекових велоперегонів 1981 проходив з 31 серпня по 5 вересня 1981 року в місті Брно, Чехословаччина. Усього на чемпіонаті розіграли 14 комплектів нагород — 12 у чоловіків та 2 у жінок.

## Медалісти

### Чоловіки
Професіонали
| Дисципліна                         | Золото       | Срібло             | Бронза           |
| Спринт                             | Накано Коїчі | Ґордон Сінґлтон    | Такахаші Кенджі  |
| Індивідуальна гонка переслідування | Ален Бондю   | Ханс-Хенрік Ерстед | Берт Оостербош   |
| Кейрін                             | Денні Кларк  | Ґвідо Бонтемпі     | Кубо Чійоші      |
| Гонка за очками                    | Урс Фройлер  | Денні Кларк        | Джузеппе Саронні |
| Гонка за лідером                   | Рене Кос     | Бруно Вічіно       | Вілфрід Пеффґен  |

Аматори
| Дисципліна                         | Золото                                                       | Срібло                                                                 | Бронза                                                              |
| Спринт                             | Сергій Копилов                                               | Лютц Хессліх                                                           | Детлеф Уібель                                                       |
| Гіт на 1000 м                      | Лотар Томс                                                   | Фреді Шмідтке                                                          | Сергій Копилов                                                      |
| Індивідуальна гонка переслідування | Детлеф Мака                                                  | Дайніс Лієпіньш                                                        | Мауріціо Бідіност                                                   |
| Командна гонка переслідування      | НДР Детлеф Мака Бернд Діттерт Аксель Ґроссер Фолькер Вінклер | СРСР Олександр Краснов Василій Ерліх Володимир Осокін Віталій Петраков | Чехословаччина Мартін Пенц Алеш Трчка Франтішек Рабонь Їржі Покорни |
| Спринт на тандемах                 | Чехословаччина Іван Кучірек Павел Мартінек                   | ФРН Дітер Ґібкен Фреді Шмідтке                                         | Польща Ришард Конколевський Збігнєв Платек                          |
| Гонка за лідером                   | Маттеус Пронк                                                | Райнер Подлеш                                                          | Макс Хюрцелер                                                       |
| Гонка за очками                    | Лютц Хауайзен                                                | Леонард Нітц                                                           | Мікаель Маркуссен                                                   |

### Жінки
| Дисципліна                         | Золото          | Срібло            | Бронза         |
| Спринт                             | Шейла Янг       | Клодін Вірштраете | Клаудія Ломмач |
| Індивідуальна гонка переслідування | Надія Кібардіна | Тамара Полякова   | Жанні Лонго    |

## Загальний медальний залік
| Місце  | Країна         | Золото | Срібло | Бронза | Загалом |
| ------ | -------------- | ------ | ------ | ------ | ------- |
| 1      | НДР            | 4      | 1      | 1      | 6       |
| 2      | СРСР           | 2      | 3      | 1      | 6       |
| 3      | Нідерланди     | 2      |        | 1      | 3       |
| 4      | Австралія      | 1      | 1      |        | 2       |
| 4      | США            | 1      | 1      |        | 2       |
| 6      | Японія         | 1      |        | 2      | 3       |
| 7      | Франція        | 1      |        | 1      | 2       |
| 7      | Швейцарія      | 1      |        | 1      | 2       |
| 7      | Чехословаччина | 1      |        | 1      | 2       |
| 10     | ФРН            |        | 3      | 2      | 5       |
| 11     | Італія         |        | 2      | 2      | 4       |
| 12     | Данія          |        | 1      | 1      | 2       |
| 13     | Бельгія        |        | 1      |        | 1       |
| 13     | Канада         |        | 1      |        | 1       |
| 15     | Польща         |        |        | 1      | 1       |
| Всього | Всього         | 14     | 14     | 14     | 42      |